# Stoltebüll
Stoltebüll (in danese Stoltebøl) è un comune di 846 abitanti dello Schleswig-Holstein, in Germania.
Appartiene al circondario (Kreis) di Schleswig-Flensburgo (targa SL) ed è parte della comunità amministrativa (Amt) di Geltinger Bucht.